# Andrena tecta
Andrena tecta är en biart som beskrevs av Radoszkowski 1876. Andrena tecta ingår i släktet sandbin, och familjen grävbin. Inga underarter finns listade i Catalogue of Life.